# Magischer Realismus
Der magische Realismus (spanisch realismo mágico) ist eine künstlerische Strömung, die seit den 1920er-Jahren vor allem im Gebiet der Malerei und der Literatur in einigen Ländern Europas sowie Nord- und Südamerikas vertreten ist. Aufgegriffen und weitergeführt wurde der magische Realismus später auch in den Bereichen Filmkunst und Fotografie.

## Magischer Realismus in der Malerei

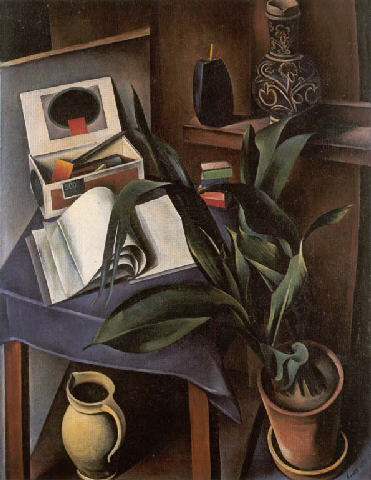
Alexander Kanoldt, Stillleben II (1922)

Der magische Realismus stellt die Verschmelzung von realer Wirklichkeit (greifbar, sichtbar, rational) und magischer Realität (Halluzinationen, Träume) dar. Er ist eine „dritte Realität“, eine Synthese aus den uns geläufigen Wirklichkeiten. Der Übergang zum Surrealismus ist fließend.

### Bedeutung und Abgrenzung zu anderen Stilen
Der Begriff wurde erstmals 1925 vom Kunstkritiker Franz Roh in seinem Buch Nach-Expressionismus: Magischer Realismus. Probleme der neuesten europäischen Malerei. verwendet. Er bezeichnete einen postexpressionistischen Malstil von Bildern in der von Gustav Hartlaub bereits für 1923 geplanten Ausstellung Neue Sachlichkeit. Deutsche Malerei seit dem Expressionismus, die vom 14. Juni bis zum 18. September 1925 in der Kunsthalle Mannheim gezeigt wurde. Der Begriff „Magischer Realismus“ wurde anfangs noch konkurrierend zu dem Terminus Neue Sachlichkeit verwendet und wird heute in seinem ursprünglichen Sinne neben dem Verismus und Klassizismus als eine dritte Richtung mit surrealistischen Anklängen der neuen gegenständlichen Malerei der Weimarer Republik angesehen. Während die Bewegung der Neuen Sachlichkeit mit der Machtergreifung der Nationalsozialisten und der nachfolgenden Gleichschaltung der Medien und der Kultur endete, etablierte sich der Magische Realismus in den 1930er-, 1940er- und 1950er-Jahren als eigenständige Strömung in ganz Europa und in Amerika.
Nach dem Erscheinen von Rohs Text in der spanischen Zeitschrift Revista de Occidente 1927 fand der Begriff bald Einzug in die Intellektuellenkreise von Buenos Aires und wurde nach heftigen Diskussionen in den 1960er- bis 90er-Jahren auch auf Teile der lateinamerikanischen Literatur angewandt.

### Vertreter der Malerei
Deutschland:
- Hermann Albert
- Axel Arndt
- Matthias Brandes
- Heinrich Maria Davringhausen
- Rolf Escher
- Walter Gramatté
- Carl Grossberg
- Konrad Klapheck
- Ernst Marow
- Wolfgang Maria Ohlhäuser
- Helma Petrick
- Franz Radziwill
- Ludwig Egidius Ronig
- Mirko Schallenberg
- Georg Schrimpf
- Walter Schulz-Matan
- Herbert Spangenberg
- Walter Spies
- Günther Thiersch
- Werner Tübke
- Paul Wans
- Käthe Kollwitz
- Anne Marie Jauss
- Wilhelm Heise
- Heinrich Wägenbaur

Österreich:
- Karl Goldammer
- Hanno Karlhuber
- Karl Rössing
- Franz Sedlacek

Schweiz:
- Hermann Huber[5]
- Wilhelm Schmid
- Niklaus Stoecklin
- Ricco
- Eugen Zeller[5]

Niederlande (zu besichtigen u. a. in den Museen von Arnheim und Gorssel):
- Raoul Hynckes
- Albert Carel Willink
- Pyke Koch

Belgien:
- Pierre Roy

Italien:
- Mario Bardi
- Carlo Carrà
- Felice Casorati
- Cagnaccio di San Pietro
- Antonio Donghi

Mexiko
- Frida Kahlo

Brasilien
- Tarsila do Amaral

USA:
- Ivan Albright
- Paul Cadmus
- Theodore Lux Feininger
- Osvaldo Louis Guglielmi
- George Tooker

## Magischer Realismus in der Literatur
In der deutschsprachigen Literatur taucht die Strömung des magischen Realismus zwischen 1920 und 1950 bei Autoren wie beispielsweise Oskar Baum, Leo Perutz, Alexander Lernet-Holenia oder Hermann Broch auf. Der Begriff wurde jedoch erst etwa seit den 1980er Jahren verwendet.
Als Wegbereiter des magischen Realismus in der flämischen Literatur gelten Johan Daisne und Hubert Lampo.
Auch Salman Rushdie wird seit dem Roman Mitternachtskinder (1981) der Strömung des Magischen Realismus zugeordnet, bis hin zu dem 2023 erschienenen Roman Victory City.

### Lateinamerikanische Literatur
Auf die lateinamerikanische Literatur wurde der Begriff „Magischer Realismus“ erstmals 1948 von dem Venezolaner Arturo Uslar Pietri angewandt. Als einer der Väter des magisch-realistischen Stils in Lateinamerika gilt der guatemaltekische Autor Miguel Ángel Asturias mit seinem Roman Hombres de maíz (Die Maismenschen) aus dem Jahre 1949. Darin wird die Wirklichkeit der Kultur und Geschichte Lateinamerikas aus der Sicht der indigenen Bevölkerung erzählt, deren Mythen (hier die der Maya) sich in ihr realisieren. Eine weitere Schlüsselfigur für die Stilrichtung war der in Kuba aufgewachsene Alejo Carpentier, der im Vorwort zu seinem Roman El reino de este mundo (1949) ein Manifest des „Wunderbar-Wirklichen Amerikas“ (lo real maravilloso de América) formulierte. Sein Programm, das oft mit dem Magischen Realismus gleichgesetzt wird, will eine spezifisch lateinamerikanische Literaturrichtung etablieren. Carpentier, Asturias und Uslar Pietri lernten sich in Pariser Literaturzirkeln kennen und waren alle drei stark vom Surrealismus beeinflusst.
Carpentier grenzte Lateinamerika stark von Europa ab und kritisiert den Surrealismus. Dieser leide unter dem „ermüdenden Anspruch […], das Wunderbare künstlich herbeizuführen.“ Der Versuch der Surrealisten, in ihren Werken künstlich magische Effekte zu erzeugen, sei gescheitert. Sie hätten das Wunderbare „durch Taschenspielertricks geschaffen, indem man Gegenstände miteinander verbindet, die nie zusammengefunden würden.“ Sie deformierten damit die Wirklichkeit. Carpentier zufolge ist „dem Europäer“ die Fähigkeit des Erlebens des wunderbar Wirklichen durch die Aufklärung verloren gegangen, während Mythen- und Geisterglaube in Lateinamerika noch immer natürlich im Alltag integriert weiterlebt. Carpentier beschreibt den Magischen Realismus als natürliche, nicht erzwungene Wirklichkeitsauffassung: die Einbettung des Wunderbaren in den Alltag. Asturias (Literaturnobelpreisträger von 1967) war durch seine mestizische Herkunft von einer Mayaprinzessin geprägt. Sein 1933 erschienener Roman El Señor Presidente, der das Regime des Präsidenten Manuel Estrada Cabrera angreift, zwang ihn zur Emigration aus seinem Heimatland.

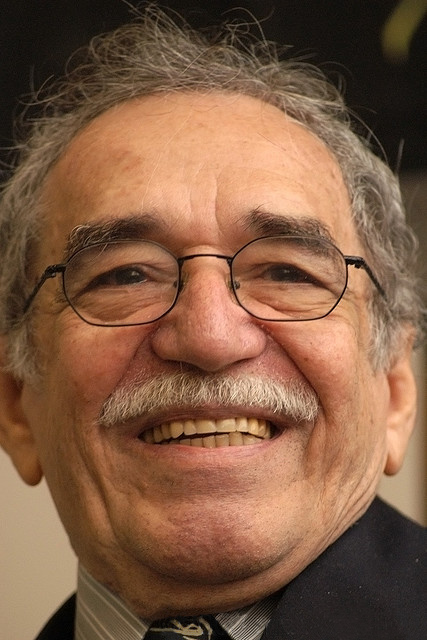
Gabriel García Márquez gilt als wichtigster Repräsentant des Magischen Realismus

Die Popularisierung der Stilrichtung des Magischen Realismus ist eng mit dem sogenannten Lateinamerikanischen Boom ab Mitte der 1960er Jahre verbunden, einer von jungen lateinamerikanischen Autoren wie dem Peruaner Mario Vargas Llosa, dem Argentinier Julio Cortázar und dem Mexikaner Carlos Fuentes getragenen literarischen Bewegung. Der in diesem Kontext 1967 erschienene Roman Hundert Jahre Einsamkeit von Gabriel García Márquez (Literaturnobelpreisträger von 1982) gilt als grundlegendes Werk des lateinamerikanischen Magischen Realismus und machte ihn weltbekannt. Im Zuge des Booms wurden auch die Werke älterer lateinamerikanischer Autoren wie dem Mexikaner Juan Rulfo, dem Uruguayer Juan Carlos Onetti, dem Paraguayer Augusto Roa Bastos oder dem argentinischen Surrealisten Jorge Luis Borges in Europa und den Vereinigten Staaten bekannt, die anschließend ebenfalls dem Magischen Realismus zugeordnet oder als dessen Vorläufer interpretiert wurden.
Der Magische Realismus verwischt die Grenzen zwischen Realität und Phantasie: Volkskultur, Mythologie, Religion, Geschichte und Geographie verschmelzen zu einer auf der Handlungsebene als natürlich empfundenen Wirklichkeit. Der Grundgedanke ist, dass Phantastik und Realismus gut nebeneinander existieren können und nicht zwangsweise im Konflikt stehen.

### Abgrenzung

#### Sozialer Realismus
Gegenstück des magischen Realismus ist der ebenfalls in den 1930er und 1940er Jahren entstandene realismo social, der die gesellschaftliche Realität ohne Einbeziehung phantastischer Elemente repräsentieren will.

#### Phantastik und Fantasy
Magischer Realismus kann als eine Untergattung der Phantastik gelten. Einige englischsprachige Autoren sehen auch enge Übereinstimmungen zwischen dem Magischen Realismus und der (nicht mit der Phantastik zu verwechselnden) Fantasyliteratur. In einem Interview definierte Gene Wolfe den magischen Realismus folgendermaßen: „Magischer Realismus ist von spanischsprachigen Menschen geschriebene Fantasy.“ Laut Terry Pratchett ist magischer Realismus „für manche Menschen leichter zu akzeptieren“ und „eine höfliche Art zu sagen, man schreibe Fantasy“. Andere spanischsprachige Autoren phantastischer Literatur wie die Mexikanerin Martha Cerda grenzen sich hingegen ausdrücklich vom magischen Realismus ab: „In meinem Roman geht es um das Durchbrechen der Naturgesetze im Text, das hat nichts mit dem Auftreten ungewöhnlicher Dinge im Alltag zu tun, wie es im magischen Realismus der Fall ist.“
Abzugrenzen vom magischen Realismus sind die massenhaft produzierten Thriller mit mystischen oder religiösen Elementen und wissenschaftlich gebildeten Ermittlern nach dem Vorbild der Illuminati von Dan Brown.

#### Surrealismus
Alejo Carpentier sieht einen Gegensatz zwischen dem magischen Realismus und europäischen Stilen wie dem Surrealismus, der ihm zufolge das Wunderbare künstlich erzeugen muss. Dagegen gehöre die magische Realität in Lateinamerika zum Alltag und der Stil belege die ungekünstelte Integration des Wunders (z. B. Göttermythen) in das tägliche Leben.

### Kritik
Die Kritik am Magischen Realismus und seiner Kommerzialisierung in Europa und den USA verstärkte sich in den 1990er Jahren vor allem in Chile, wo er zuerst von José Joaquín Brunner (* 1944) abwertend als Macondismo bezeichnet wurde, und Mexiko sowie in Guatemala. Er zeichne ein falsches Bild einer idyllischen mestizischen Kultur, welche die Spuren des Kolonialismus und die vielfältige Spaltung und Hybridisierung der modernen lateinamerikanischen Gesellschaften ignoriere.

### Vorläufer, Vertreter und zugeordnete Autoren lateinamerikanischer Literatur
- Isabel Allende[19]
- Mário de Andrade[20]
- José María Arguedas[19]
- Miguel Ángel Asturias[11][19]
- Augusto Roa Bastos[19]
- Gioconda Belli[21]
- Jorge Luis Borges[11][19]
- Alejo Carpentier[11][19]
- Julio Cortázar[11][19]
- Laura Esquivel[22]
- Carlos Fuentes[19]
- Gabriel García Márquez[19]
- Juan Carlos Onetti[19]
- João Guimarães Rosa[19]
- Murilo Rubião[20]
- Juan Rulfo[11][19]
- Arturo Uslar Pietri[11]
- Mario Vargas Llosa[19]